# Шумко Володимир Миколайович
Шумко Володимир Миколайович (нар. 9 травня 1987, Умань) — український актор, телеведучий, сценарист. Актор театру-студії «Чорний квадрат», учасник «Improv Live Show» та «Жіночого кварталу».

## Життєпис
Володимир Шумко народився 1987 року в місті Умань Черкаської області.
2004 року вступив на економічний факультет Уманського державного аграрного університету, де почав грати у КВК.
Після закінчення університету кілька років був ведучим на весіллях. Згодом потрапив до театральної студії «Чорний квадрат», де й почалася його кар'єра імпровізатора.
У 2017 році — ведучий проєкту «Найгірший водій» на каналі ТЕТ. З 2019 року — учасник «Improv Live Show» та «Жіночого кварталу».
З дитинства має ваду зору, його ліве око не функціонує, на ваду комік не звертає увагу й навчився з гумором ставитися до цього. Має 3-тю групу інвалідності, через це його було звільнено зі служби в ЗСУ.

## Фільмографія
| Рік       | Назва українською        | Назва оригінальною | Країна  | Роль            | Примітки                          |
| --------- | ------------------------ | ------------------ | ------- | --------------- | --------------------------------- |
| 2012–2016 | Віталька                 |                    | Україна | безхатько       | український комедійний телесеріал |
| 2023      | Кохання без контракту    |                    | Україна | Богдан          | Комедія, мелодрама, кримінал      |
| 2014–2023 | Одного разу під Полтавою |                    | Україна | сусід Толя      | Ситком студії «Квартал-95».       |
| 2015      | Пес                      | Пёс                | Україна | товстий мент    | 10 серія                          |
| 2015      | Безсоння                 | Бессонница         | Україна | —               | 10 серія                          |
| 2016      | Родичі                   | Родственнички      | Україна | епізодична роль | —                                 |
| 2021      | Справжній Санта          |                    | Україна | —               | —                                 |

## Телевізійні роботи
З травня 2023 року став ведучим інтелектуальної вікторини «Блокпост шоу» на каналі «Дім», де зіркові учасники демонструють, наскільки добре вони знають українські історію, мову, культуру, мистецтво, закони та традиції, а глядачі можуть перевірити й зміцнити свої знання.
1. 1 2  Нова версія старого театрального хіта буде представлена у Рівному; Н.Ягущина, 7 днів, 9 лютого 2023.
2. ↑  Володимир Шумко: «В дитинстві я мріяв бути попом, але став актором»; В.Михайлюк-Врачинська, УманьNews, 17 жовтня 2019.
3. ↑  Актор «Жіночого Кварталу» розповів про бійки, про мрію стати ченцем і про травму; Д.Могилевич, УНІАН, 25 січня 2022.
4. ↑  Комік Володимир Шумко зізнався у своїй непрофесійності; Главред, 26 березня 2021.
5. ↑  Володимир Шумко; Творче об'єднання «Чорний квадрат». Процитовано 15 березня 2023.
6. ↑  Найгірший водій; ТЕТ. Процитовано 15 березня 2023.
7. ↑  Вова Шумко зізнався, як отримав звільнення від мобілізації у 37 років: фото. ТСН.ua (укр.). 21 лютого 2025. Процитовано 21 червня 2025.